# Cunincpert

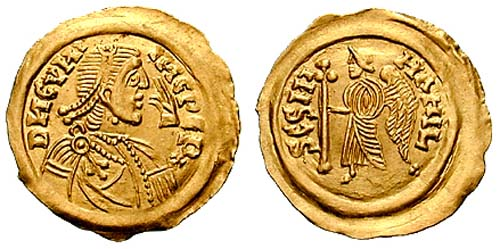
Tremissis din vremea lui Cunincpert, emis la Milano.

Cunincpert (de asemenea, Cunibert sau Cunipert), (n. 660 d.Hr. – d. 700 d.Hr., Pavia, Ducatul Milanului) a fost rege al longobarzilor de la 688 la 700.
Cunincpert a succedat tatălui său, Perctarit, pe tronul regilor longobarzi, fiind asociat la domnie încă din 678.
De la bun început, el a trebuit să se confrunte cu răscoala rebelului arian Alagis, duce de Trento și de Brescia, care se răsculase și pe vremea tatălui său. Cunincpert a fost nevoit să se închidă într-un castel de pe o insulă din mijlocul Lacului Como. Însă regimul instituit de Alahis a fost unul tiranic, așa încât a pierdut suportul populației. Până la urmă, în 689, Cunincpert a ieșit la luptă cu sprijinul unor trupe recrutate în Piemont și l-a înfrânt pe Alahis în bătălia de la Coronate, pe una dintre meandrele rîului Adda, în apropiere de Lodi (în Lombardia). Alahis a fost ucis în timpul luptei.
Cunincpert a trebuit să lupte împotriva mai multor răscoale pe parcursul domniei sale, inclusiv cea condusă de Ansfrid de Friuli, ducele uzurpator de Friuli, pe care a izbutit să îl supună autorității sale.
De asemenea, el a reușit să reglementeze schisma religioasă din Italia dintre Patriarhatul de Aquileia și biserica din Grado.  
Cunincpert a murit în anul 700 și a fost succedat de tânărul său fiu Liutpert.
1. 1 2 3  The Peerage